# Manuel Negrete
Manuel Negrete Arias (Ciudad Altamirano, 11 marzo 1959) è un ex calciatore messicano, di ruolo centrocampista.

## Palmarès

### Club

#### Competizioni nazionali
- Campionato messicano: 2

UNAM Pumas: 1980-1981
Atlante: 1992-1993

#### Competizioni internazionali
- CONCACAF Champions' Cup: 3

UNAM Pumas: 1980, 1982, 1989
- Coppa Interamericana: 1

UNAM Pumas: 1980

### Individuale
- Pallone d'oro (Messico): 1

1984-1985